# Bad Essen
 (septembre 2018).
Si vous disposez d'ouvrages ou d'articles de référence ou si vous connaissez des sites web de qualité traitant du thème abordé ici, merci de compléter l'article en donnant les références utiles à sa vérifiabilité et en les liant à la section « Notes et références ».
Bad Essen est une municipalité allemande située dans l'Arrondissement d'Osnabrück dans le land de la Basse-Saxe.

## Géographie

### Situation géographique
La municipalité de Bad Essen se situe au niveau de la transition entre la basse chaîne de montagnes et la plaine nord-allemande. Le Wiehengebirge couvre environ le tiers sud de la municipalité et atteint 211 m d'altitude. Sa plus haute altitude sur le Black Brink dans le district de Lintorf. Le point culminant de Bad Essen se situe à 215 m d'altitude, sur des terres arables au nord de Büscherheide. La partie centrale de la commune est plate, en moyenne à 50 m d'altitude et appartient à la zone naturelle de Lübbecker Lößland. Le nord de la commune appartient déjà à la Rahden-Diepenauer Geest. Le Hunte traverse Bad Essen du sud au nord et traverse le canal de Mittelland dans le district de Wittlage, qui traverse la municipalité vers l'ouest.[style à revoir]

### Communes voisines
La commune de Bad Essen est située dans le sens des aiguilles d'une montre, en commençant par le nord, vers les villes et communes suivantes : Stemwede, Oldendorf prussienne (les deux districts Minden-Lübbecke en Rhénanie du Nord-Westphalie ), Melle, Bissendorf, Ostercappeln et Bohmte.[style à revoir]

### Église
La municipalité est divisée en 17 districts:
| - Bad Essen - Barkhausen - Brockhausen - Büscherheide - Dahlinghausen | - Eielstädt - Harpenfeld - Heithöfen - Hördinghausen - Hüsede | - Linne - Lintorf - Lockhausen - Rabber - Wehrendorf | - Wimmer - Wittlage |

Les coordonnées postales des habitants du district de Büscherheide ne sont pas répertoriées dans la commune de Bad Essen, mais dans la Rhénanie du Nord-Westphalie Preußisch Oldendorf.

## Histoire

### Formation du lieu et changement de dominion
(Bad) Essen a été mentionné pour la première fois dans un document en 1075.  Autour de cette période, les paroisses Barkhausen, Essen et Lintorf ont été fondées.
En 1309, la construction du château de Wittlage commença, sécurisant ainsi les revendications de l'évêque d'Osnabrück sur la région.
Par le Reichsdeputationshauptschluss en 1803 et la transition de Hochstift Osnabrück à la Principauté d'Osnabrück, Essen est venu à l' électorat de Hanovre .  En 1806, un changement de pouvoir se produisit, on appartenait maintenant au royaume de Prusse .  L'année suivante, en 1807, ils devinrent westphaliens, la commune actuelle appartenait désormais au royaume de Westphalie sous Jérôme Bonaparte , frère de Napoléon Bonaparte .  En 1811, la région était sous la souveraineté de la France napoléonienne, c'était le canton d'Essen dans l' arrondissement d'Osnabrück .  Après la fin de la période française, les denrées alimentaires revinrent, avec la Principauté d'Osnabrück, à Hanovre , pour devenir en 1866, à la suite de la guerre de Prusse allemande .

### Développement économique et infrastructure
Rue du village vers 1900
En 1899, la première cérémonie d'inauguration de la ligne ferroviaire à voie normale du Wittlager Kreisbahn a eu lieu à Bad Essen.  La première section a conduit de Bohmte à Bad Essen en direction de la gare de Holzhausen-Heddinghausen et a été inaugurée en 1900.  La zone municipale, avec ses neuf stations et ses arrêts, était reliée à une infrastructure importante qui apportait une impulsion économique à la région et facilitait également les transports en commun .
Depuis 1902, Bad Essen peut officiellement porter le titre Bad .  Par décision du 1er avril 1905, la construction de la partie ouest du canal de Mittelland entre Bergeshövede (raccordement au canal de Dortmund-Ems ) et Hanovre fut approuvée après que la Chambre des députés prussienne eut initialement rejeté en 1903 la construction.  Cette première section du canal passe également par Bad Essen et découpe la municipalité en deux parties: la partie nord et la moitié sud.  La construction impliquait environ 90 hectares de terres dans la communauté.

### Incorporations
La commune actuelle de Bad Essen a été remplacée par une réforme municipale entrée en vigueur le 1er juillet 1972 dans les communes de Bad Essen, Barkhausen, Brockhausen, Büscherheide, Dahlinghausen, Eielstädt, Harpenfeld, Heithöfen, Hördinghausen, Huesede, Linne. Rabber, Wehrendorf, Wimmer et Wittlage se sont formés.  Le district de Wittlage était alors dissous.  La communauté nouvellement formée Bad Essen appartient depuis lors au district d'Osnabrück .  Le district de Wittlage était jusque-là l'un des rares comtés allemands dont le siège se trouvait dans une municipalité sans droit de cité.

### résidents
Développement de la population à Bad Essen depuis 1987
L'aperçu suivant montre le nombre d'habitants de Bad Essen dans chaque zone et au 31 décembre.
Les chiffres sont des mises à jour de l' entreprise d'État pour les technologies de la statistique et de la communication en Basse-Saxe, d' après le recensement du 9 mai 2011 .
Les données des années 1961 (6 juin) et 1970 (27 mai) sont les résultats du recensement, y compris les lieux incorporés le 1er juillet 1972.  

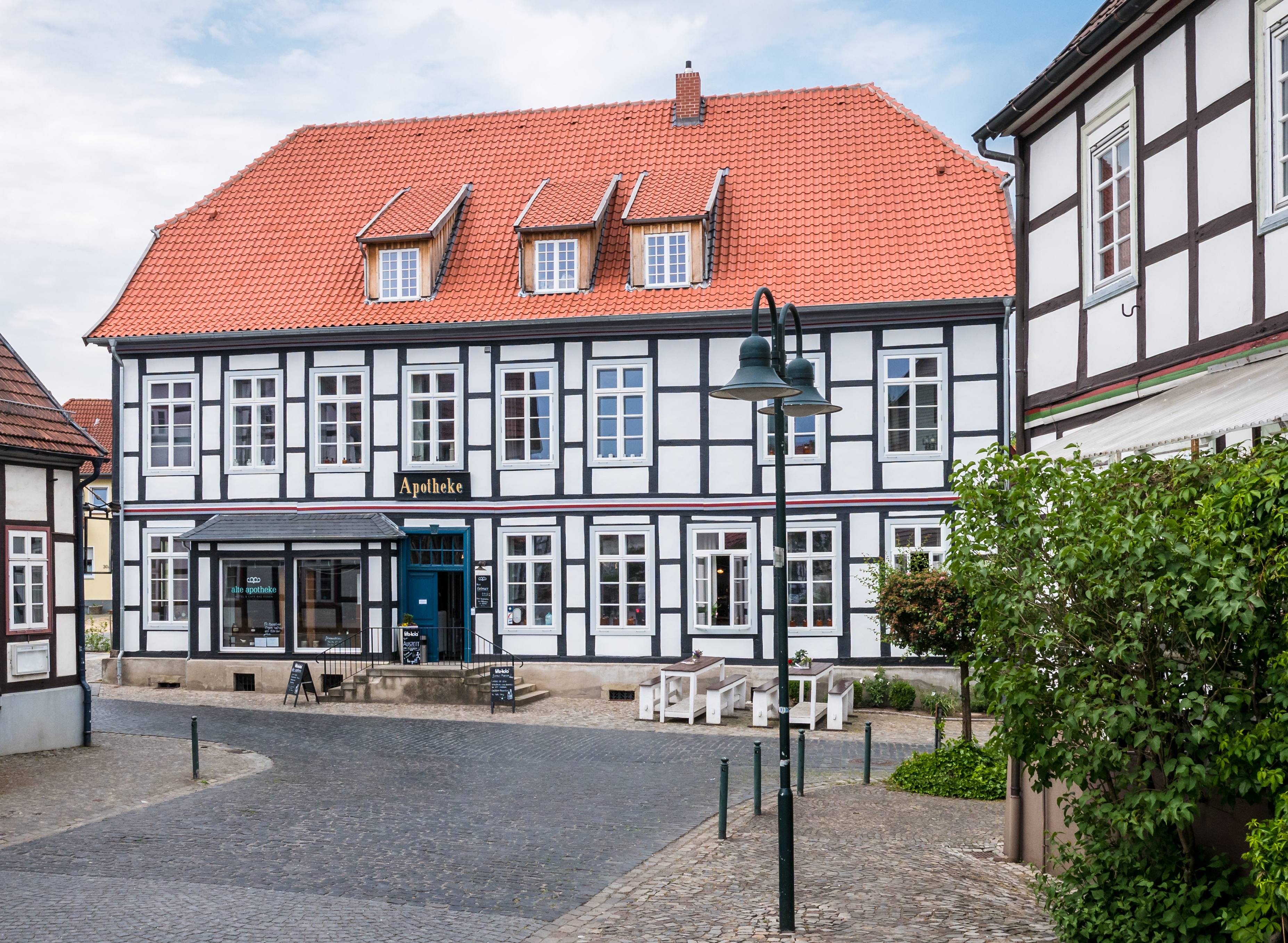
La pharmacie.

| 1961  | 1970  | 1987  | 1990  | 1995  | 2000  | 2005  | 2010  | 2011  | 2014  | 2015  |
| ----- | ----- | ----- | ----- | ----- | ----- | ----- | ----- | ----- | ----- | ----- |
| 11066 | 11529 | 12051 | 12967 | 14876 | 15480 | 15778 | 15612 | 15592 | 15101 | 15263 |

### Nom de lieu, origine
Anciens noms: Essene, Esne, Defesses.  L'emplacement sec et sablonneux de l'endroit indique que le nom de lieu peut inclure Esebeck, Esbeck, Asse à Wolfenbüttel, Assel, Assapa, Asbach et Kahle Asten dans le Sauerland à une racine avec le sens "sec", dans "Esse "Foyer" et "cendres" est suspecté.  

## Événements réguliers
Course de bateaux-dragons pendant le festival du port
- Le 1er mai, journée portes ouvertes à l'aérodrome sportif local Bohmte / Bad Essen avec voiture et salon.
- Au printemps, le tour en VTT de Monte-Saurus a lieu, un tour de trois jours en VTT dans le Wiehengebirge pour les vététistes sportifs
- En juin, le Hünnefelder Hoffestspiele se déroule au Schloss Hünnefeld.
- Chaque juillet, une représentation d'opérette en plein air a lieu à la Bad Essen Kirchplatz.
- À la fin du mois de juillet, les districts de Bad Essen s'affrontent dans une course de bateaux-dragons sur le canal de Mittelland dans le cadre du festival du port.
- Le deuxième week-end d'août, la fête des fleurs et des récoltes a lieu dans le district de Hüsede.
- Le dernier week-end d'août, le marché historique se tient dans le centre-ville de Bad Essen.
- Marchés de Noël à Bad Essen (1er avènement) et Lintorf (2e avènement)

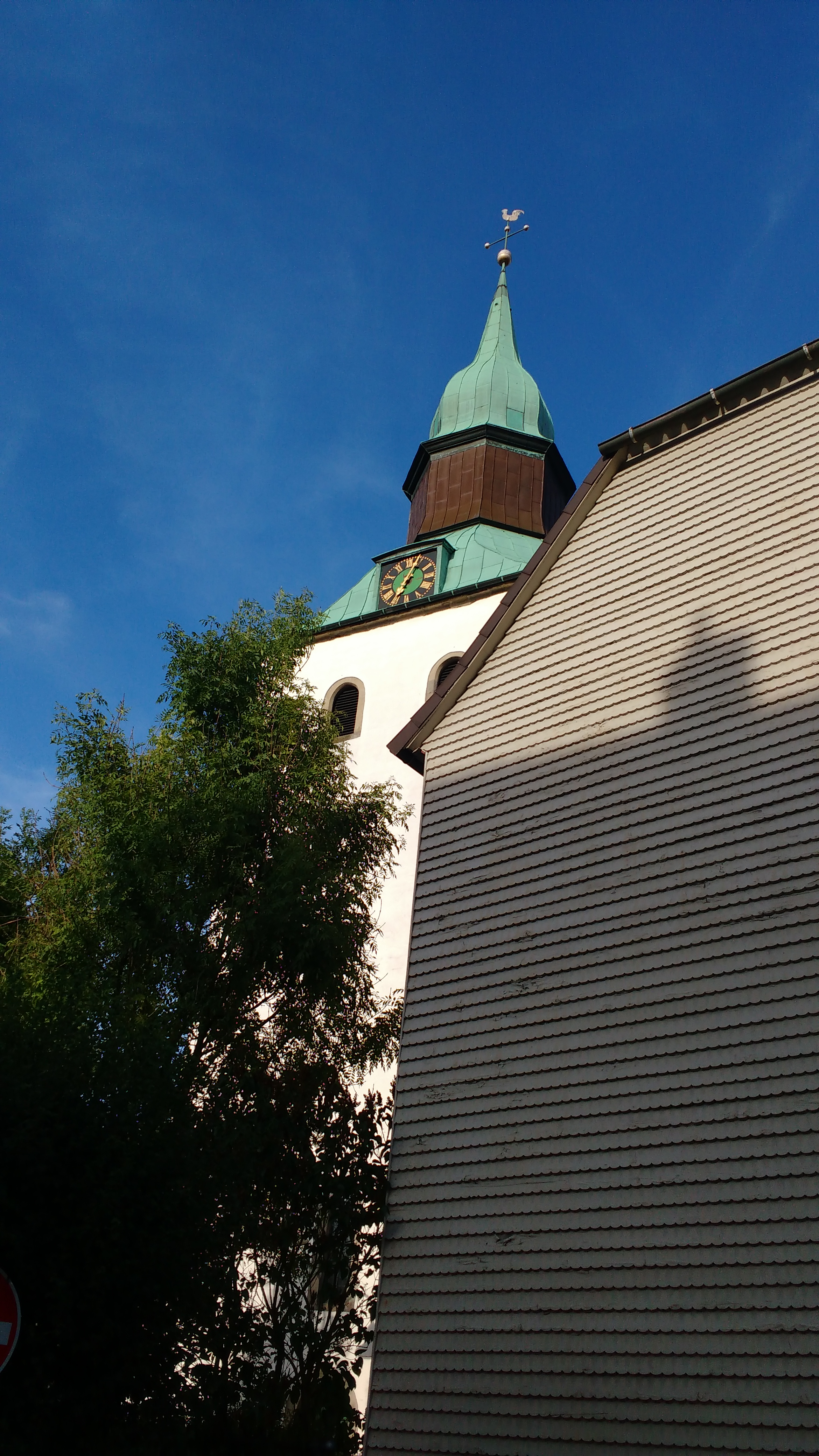
L'Église

- De plus, il y a des festivals de fusil, des festivals de mai et des fêtes de village réparties sur l'année dans les différents districts.

## Économie et infrastructure

### Sociétés résidentes
- Homann , margarine et charcuterie
- Rabe Vertriebgeselschaft mbH , matériel de préparation du sol pour l'agriculture
- Produits métalliques Kesseböhmer, produits en fil de fer pour la cuisine et la présentation de marchandises
- AGRO International GmbH & Co. KG , mandrins à ressort
- Schnitker , entreprise de construction
- Argelith , céramique au sol

### Médias
Bad Essen abrite le Wittlager Kreisblatt , une édition régionale du Neue Osnabrücker Zeitung .  À Bad Essen, la section locale conjointe pour Bad Essen et les deux communautés voisines de Bohmte et Ostercappeln est produite.  En outre, il existe un journal régional, la feuille de tilleul (chêne, châtaignier) .  Il est distribué à Bad Essen (Linden), Ostercappeln (châtaignes) et Bohmte (chênes).  Il affiche régulièrement les festivités dans la région et informe les lecteurs sur la politique locale.

## Institutions publiques

### Établissements d'enseignement
- Pépinière à Bad Essen et Wittlage
- Jardins d'enfants à Bad Essen, Brockhausen, Lintorf, Wehrendorf et Wittlage
- Écoles primaires dans les districts de Bad Essen, Lintorf et Wehrendorf
- Lycée à Bad Essen
- Lycée à Bad Essen
- Kreismusikschule
- école d'art
- Volkshochschule Osnabrück Land, succursale de Bad Essen

### Installations de soins de santé
- Paracelsus -Berghofklinik, Essenerberg - Traitement des dépendances
- Paracelsus-Wiehengebirgsklinik, Hüsede - Clinique spécialisée psychosomatique pour le traitement hospitalier de patients dépendants à l'alcool et à la drogue, avec inclusion simultanée d'indications orthopédiques
- Paracelsus-Wittekindklinik, Essenerberg - Traitement des maladies psychosomatiques
- Dr.  Becker Hospital Company, Bad Essen - Vitalis Wohnpark
- Dr.  Becker Clinic Society, Bad Essen - Dr. med.  Becker Neurozentrum Basse-Saxe

### Trafic

#### Circulation routière
La route fédérale B 65 traverse la ville de Bad Essen en direction ouest-est.  Les autoroutes des autoroutes fédérales A 1 , A 30 et A 33 sont à environ 20 km de la commune.
Canal Mittelland près de Bad Essen

#### Trafic d'eau et d'expédition
Le Mittellandkanal traverse la communauté d'ouest en est.  Les ports de Bad Essen sont situés à Bad Essen, Wehrendorf et Lockhausen.

#### Transport ferroviaire
Depuis 1900, le Wittlager Kreisbahn (aujourd'hui: Verkehrsgesellschaft Landkreis Osnabrück) est une ligne de chemin de fer traversant la commune d'ouest en est. L'itinéraire à l'origine allait de Damme à Holzhausen-Heddinghausen.  Aujourd'hui, il est seulement praticable entre Bohmte et Preußisch Oldendorf. La ligne est encore occasionnellement utilisée par les trains du Musée du chemin de fer de Minden et pour le fret. Cependant, une reprise du trafic de passagers sur la ligne est envisagée depuis longtemps. Il y a une liaison avec la ligne de chemin de fer Wanne-Eickel-Hamburg via la station Bohmte. La gare desservie par ICE le plus proche est la gare principale d'Osnabrück .

#### Trafic aérien
Entre Bad Essen et Bohmte, il y a un aérodrome utilisé pour le moteur et le vol à voile.  L'aéroport international le plus proche est l' aéroport de Münster / Osnabrück à Greven .

#### Trafic de bus
Le transport en bus Bad Essen est assuré par le Verkehrsgemeinschaft Osnabrück.  Il y a des lignes dans les communautés voisines et à Osnabrück.  Il y a un bus de nuit pour Osnabrück le week-end.  Toutes les heures depuis Bad Essen, la ligne X276 passe par Ostercappeln, Belm vers (et depuis) Osnabrück et dans l’autre direction vers le Pr. Oldendorf.  Il existe également des lignes de bus 373 via Schledehausen vers (et depuis) Osnabrück.  Il y a aussi des lignes de bus pour Bohmte et Melle.

## Personnalités liées a la commune
- Clamor Heinrich Abel (1634-1696), compositeur né à Hünnefeld ;
- Otto Hugo (né le 22 avril 1878, † 1er février 1942 à Osnabrück), homme politique ( DVP ), membre de l'Assemblée nationale en 1919 et du Reichstag 1920-1933
- Helmuth Hörstmann (* 1909, † 1993), médecin et maire de Celle
- Günter Knefelkamp (1927-2017), homme politique et parlementaire, est né à Barkhausen
- Manfred Hugo (* 1942), avocat et administrateur de district du district d'Osnabrück

## Littérature
- Arbeitskreis Ortsgeschichte und Volksleben à Bad Essen et VHS Osnabrücker Land (Hrsg.): Bad Essen - Histoire et histoires.  Kölle print 2010
- Wolfgang énorme: Bad Essen.  Sutton Verlag 2006,  (ISBN 978-3-86680-046-5)
- Wolfgang énorme: Bad Essen.  Spa sur le Wiehengebirge.  BOD 2013 (2e édition),  (ISBN 978-3-8482-4111-8).
- Wolfgang énorme: Bad Essen.  Photos dans le miroir du temps.  BOD 2011,  (ISBN 978-3-8423-5947-5)
- Wolfgang Huge: Bad Essen il y a 25 ans.  Documentation photo pour la rénovation du centre-ville 1985-1999.  BOD 2012,  (ISBN 978-3-8482-3066-2)
- Anselm Jaenicke, Michael Brackmann: Bad Essen.  Cela vaut la peine d'être vu - vaut la peine d'être vécu.  Maison d'édition Rasch
- Premke, Wübbeler, Richter, Bulthaup: Bad Essen - Levern et le canal Mittelland.  En images, poèmes et histoires.  Maison d'édition Rasch
- Walter Komber: Hüsede - Photos du groupe de travail passé Hüseder Chronik, 1993

## Source
1. ↑  « GPO wahldokumentation »
2. ↑  (de) « http://www.badessen.de/staticsite/staticsite.php?menuid=312&topmenu=19 », sur www.badessen.de (consulté le 26 août 2018)
3. ↑  (de) NDR, « EPG NDR 1 Niedersachsen », sur www.ndr.de (consulté le 26 août 2018)

## Traduction
- (de) Cet article est partiellement ou en totalité issu de l’article de Wikipédia en allemand intitulé « Bad Essen » (voir la liste des auteurs).